# Alfa Romeo 4C (prototipo)
El Alfa Romeo 4C es un prototipo de automóvil deportivo creado por la empresa de automóviles italiana Alfa Romeo. Durante su presentación en 2011, fue una de las estrellas del Salón del Automóvil de Ginebra. Será el automóvil con el que Alfa Romeo volverá al mercado estadounidense tras la toma de control en 2009 de Fiat S.p.A., su matriz, sobre Chrysler Group LLC. Se espera que el modelo derivado para su producción se comience a comercializar en 2012 con un precio aproximado de 45000 €. Se prevé ofrecer también en versión roadster y una serie inicial de 1.500 unidades. El prototipo se encuentra expuesto en el Museo Nacional del Automóvil de Turín.

## Descripción

### Carrocería y suspensión
La carrocería es un diseño propio de la marca realizado con fibra de carbono, mientras que las zonas frontal y trasera están realizadas en aluminio. Adopta soluciones similares a las de Lotus y KTM, aun siendo un desarrollo independiente. El peso final es de aproximadamente 850 kg, siendo inferior al de, por ejemplo, un Fiat Panda 1.2. El motor se localiza sobre el eje trasero. Debido a esto, la relación de peso entre ambos ejes es de 40/60. Tiene dos plazas.
La suspensión delantera es de paralelogramo deformable y la trasera de tipo McPherson.

### Motor y transmisión
El motor es de cuatro cilindros dotado de turbocompresor y de 1.75 litros de desplazaiento. Desarrolla más de 200 CV. Es similar al motor TBi que tiene el Giulietta Quadrifoglio Verde en el que desarrolla 235 CV de potencia. 
Monta una caja de cambios automática Alfa TCT de doble embrague en seco similar a las del MiTo y Giulietta. 
En el prototipo el sistema de pewrsonalización Alfa DNA puede hacer variar la respuesta del motor, la dirección y la suspensión.

### Prestaciones
Con una relación peso-potencia de 4kg/CV, los datos oficiales el prototipo indican que puede alcanzar más de 250 km/h y acelerar hasta los 100 km/h en menos de 5 segundos.

## Curiosidades
- Al igual que el Ferrari F150, el 4C formó parte de las presentaciones realizadas por el grupo industrial Fiat para celebrar los 150 años de la unidad italiana. Debido a esto, en su debut en el Salón del Automóvil de Ginebra el prototipo expuesto mostraba en los espejos retrovisores exteriores una franja decorativa con los colores de la bandera tricolor italiana, donde también se podía apreciar la cifra "150". Sin embargo en el espejo del lado derecho el orden de los colores de la bandera se dispuso en orden (rojo, blanco y verde) contrario al habitual, pero de igual modo a como sucede en la parte derecha de los aviones de la Fuerza Aérea Italiana.[8]

- La histórica denominación adoptada por Alfa Romeo para el prototipo hace referencia al número de cilindros del motor. Los primeros automóviles de carreras y deportivos denominados de este modo aparecieron en 1927 con los 6C y posteriormente en 1931 lo hicieron los 8C. La denominación fue abandonada hasta 2003, cuando otro prototipo deportivo, el 8C Competizione recuperó la tradición. Nunca antes del 4C de 2011 había existido otro automóvil Alfa Romeo con dicha denominación.

- La unidad elegida para la presentación mundial lucía un nuevo tipo de pintura anodizada, con tacto suave y de color negro-rojo denominado "Lava Red", reinterpretación del clásico "Rosso Alfa". Posteriormente, en el Salón del Automóvil de Franfort de 2011 el modelo de exposición mostraba otro tipo de pintura diferente, en este caso de un curioso color gris simulando metal líquido.

## Galería

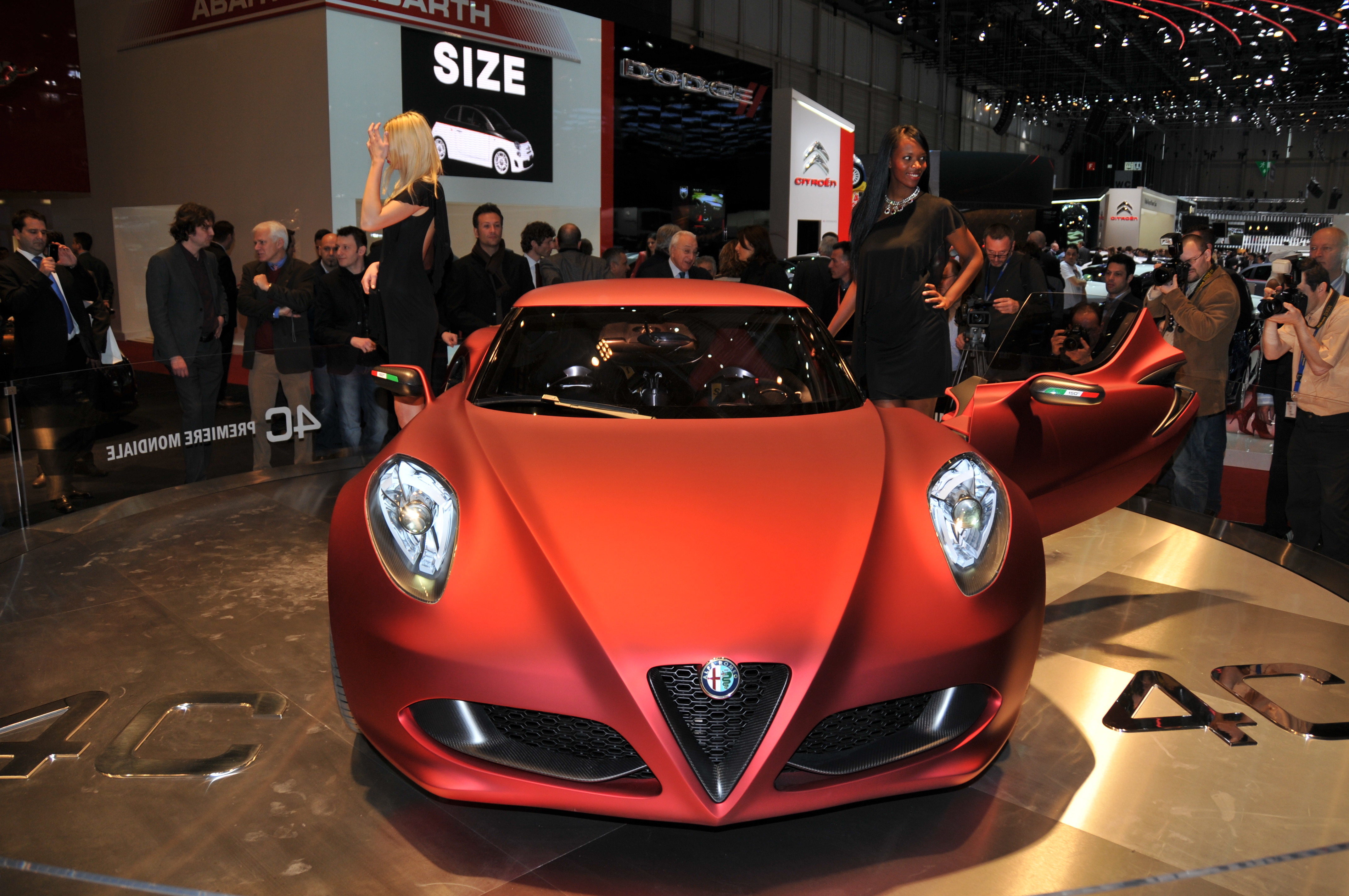
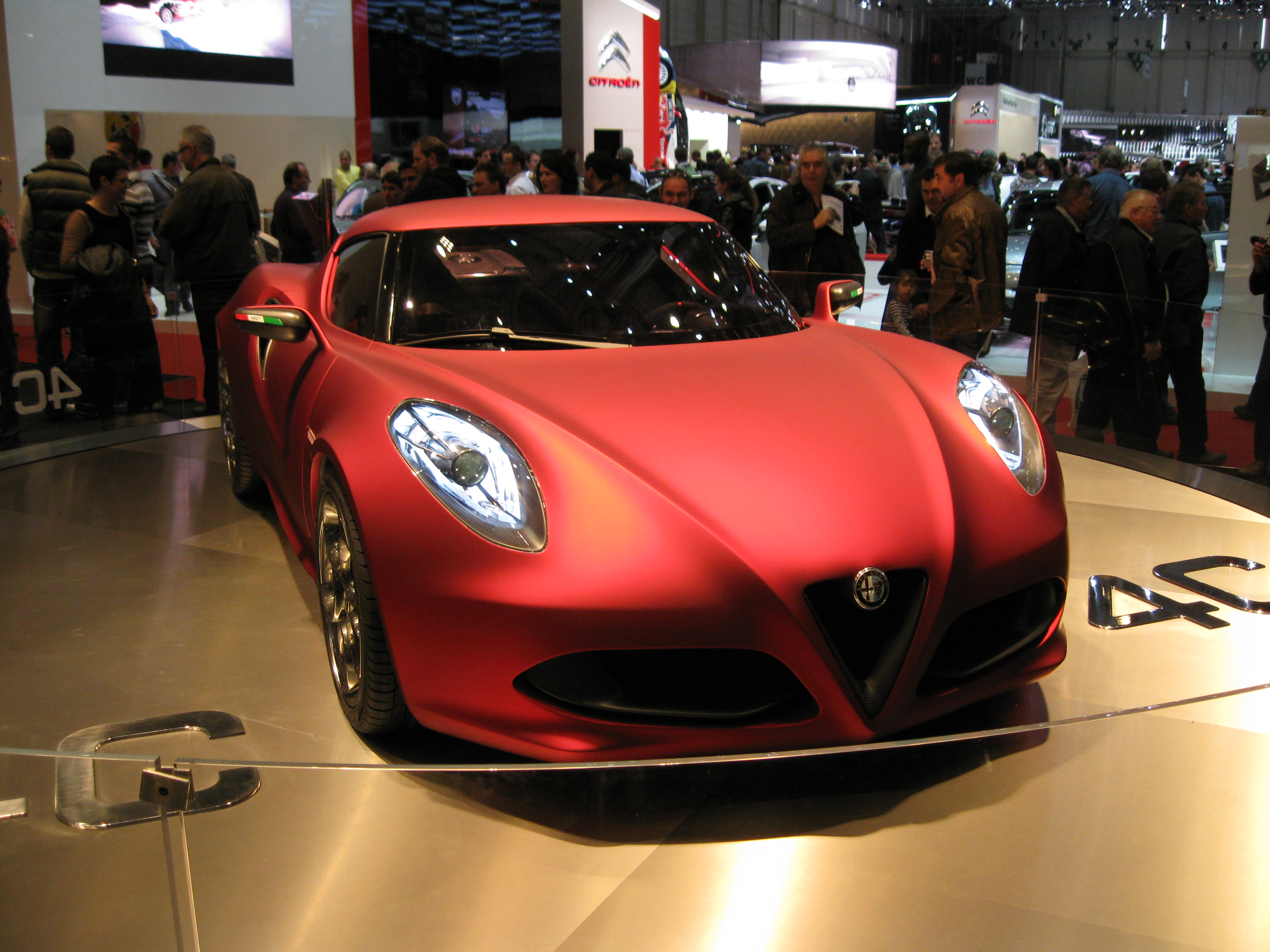
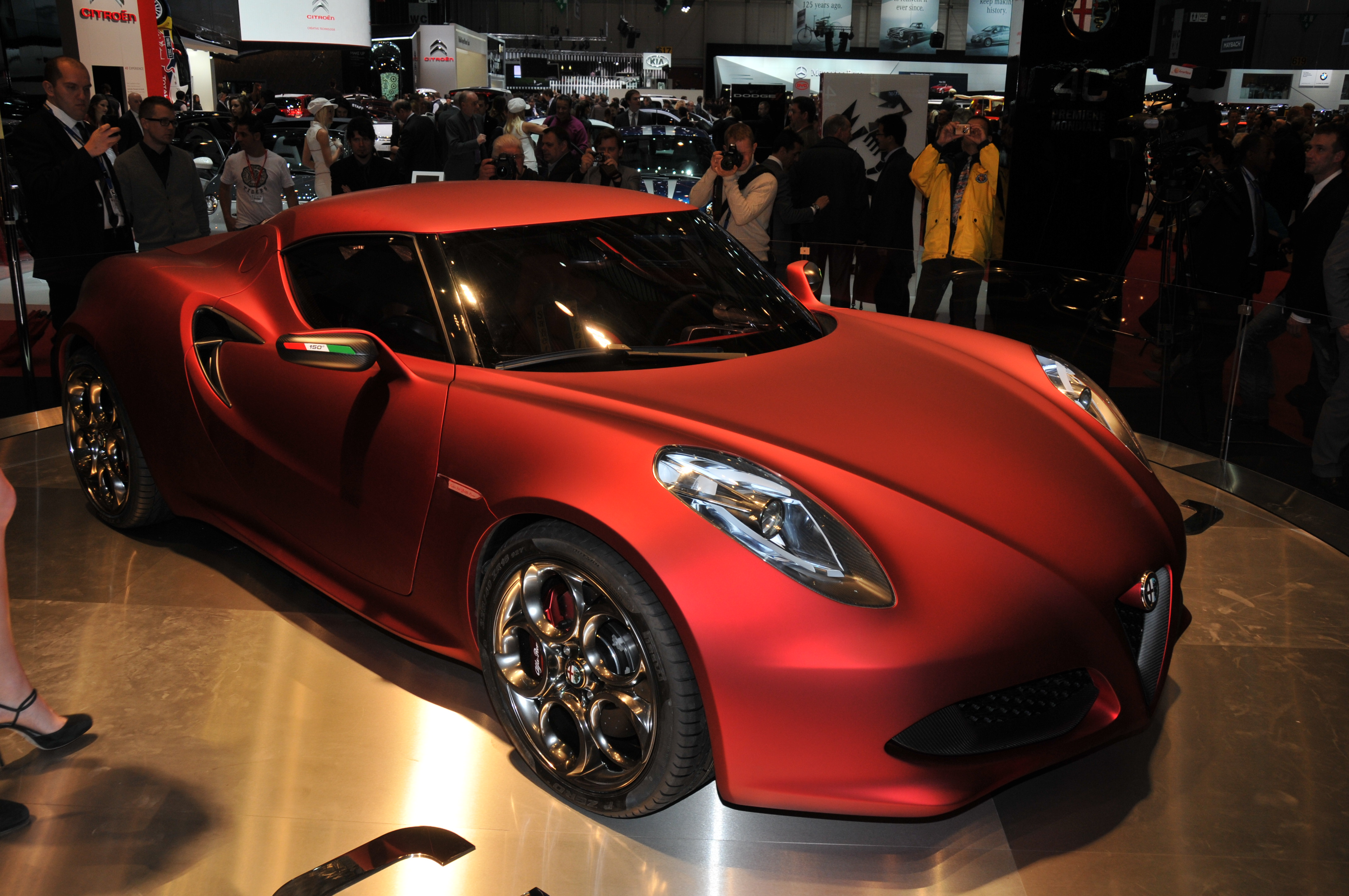
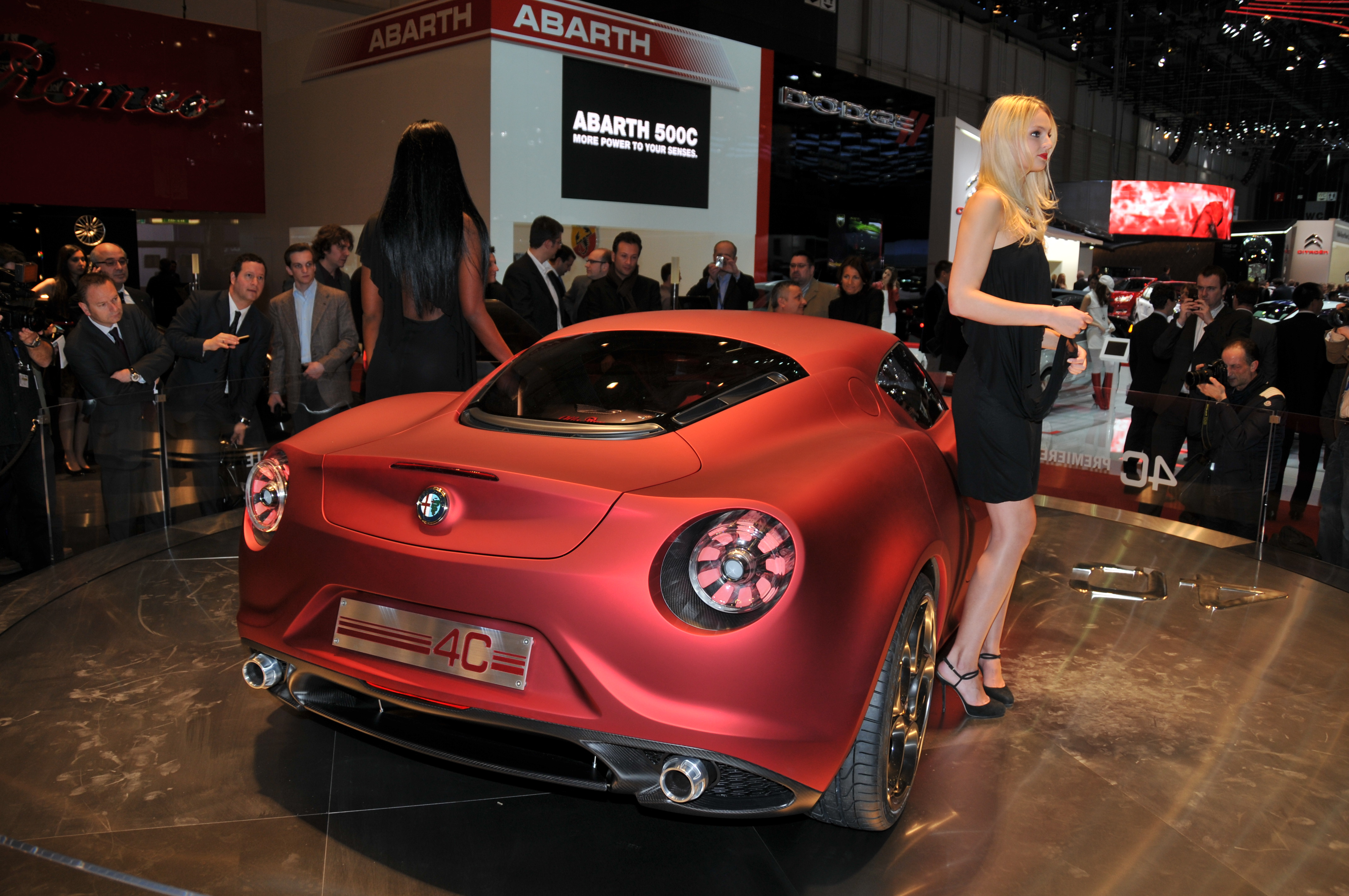
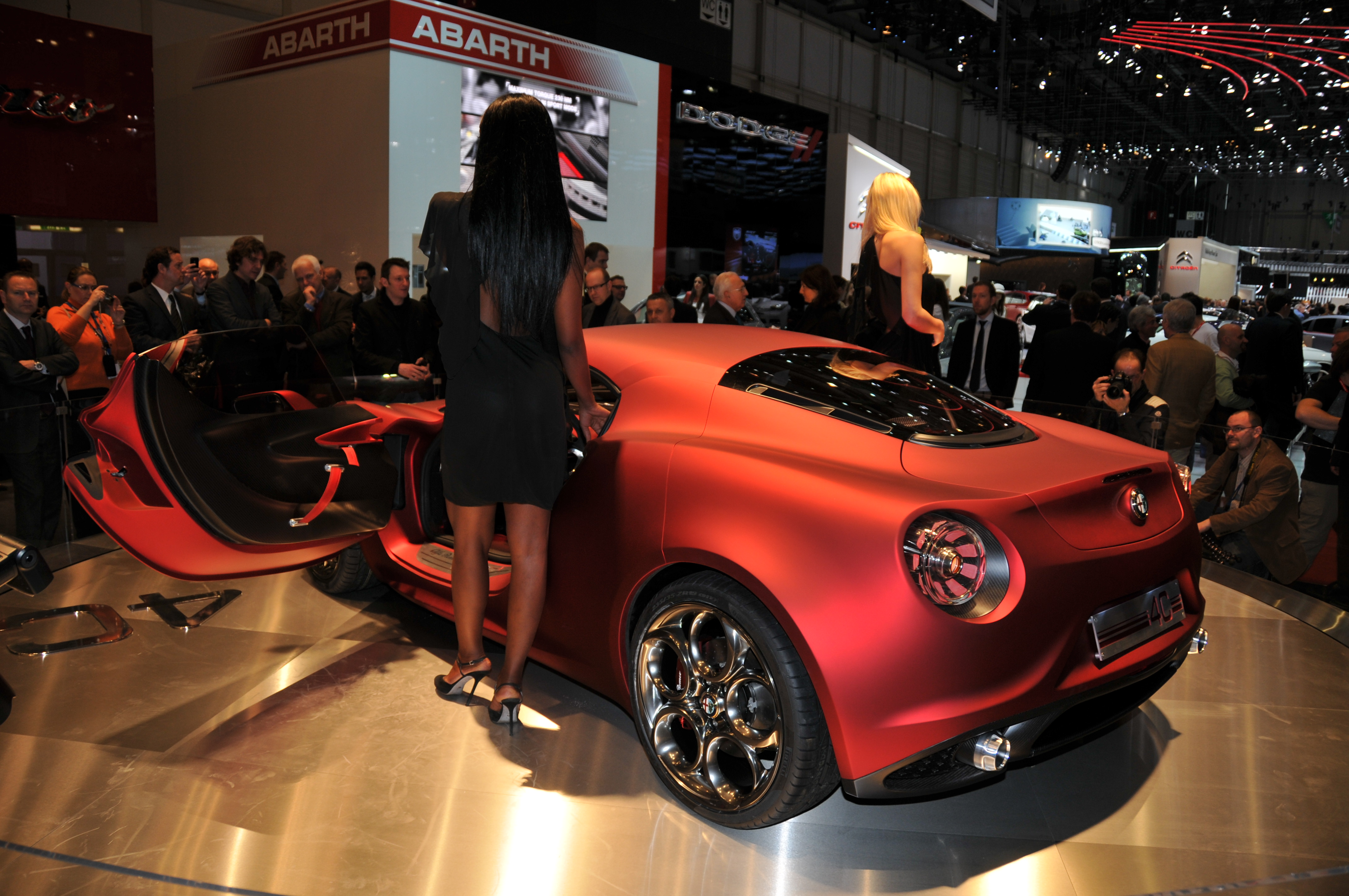
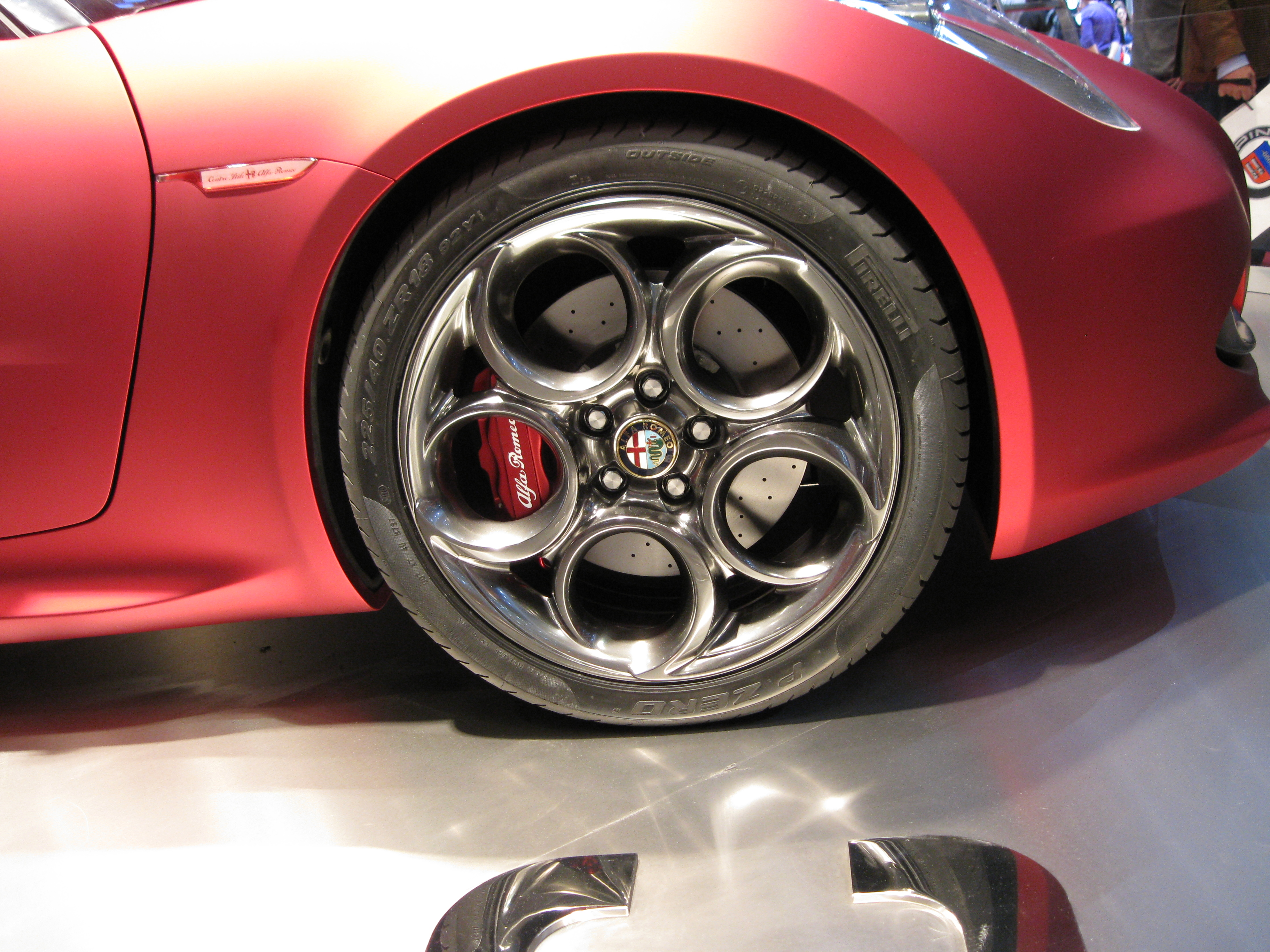
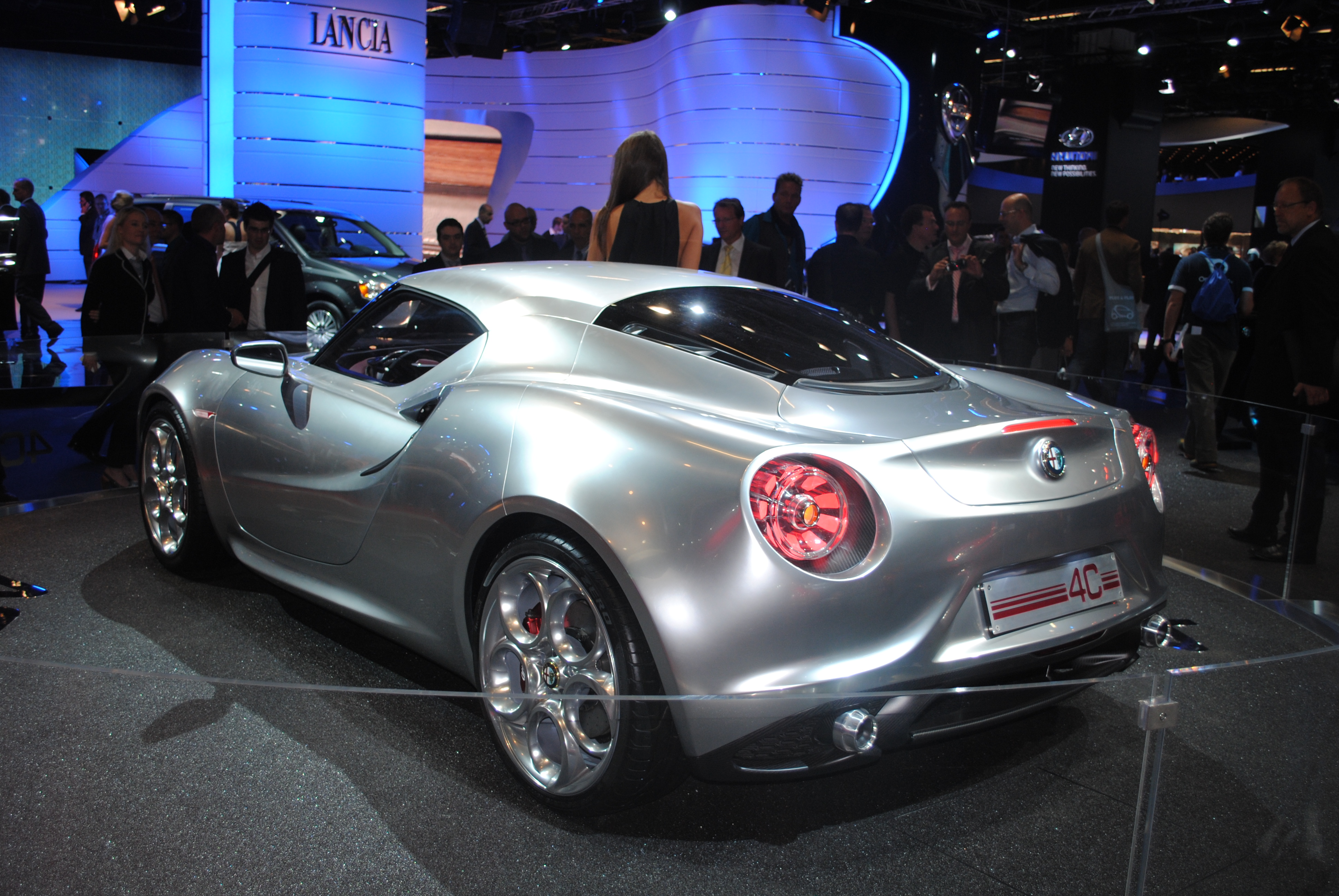